# Cuca Gamarra
Concepción Gamarra Ruiz-Clavijo (Logroño, 23 december 1974, kortweg Cuca Gamarra) is een Spaans advocaat en politica van de conservatieve partij Partido Popular. Sinds augustus 2020 is ze woordvoerder van die partij in het Congres van Afgevaardigden. Ook is ze secretaris-generaal van de partij. Tussen 2011 en 2019 was Gamarra de eerste vrouwelijke burgemeester van haar geboortestad Logroño.